# Anton Liljenbäck
Anton Per Liljenbäck, född 21 februari 1995, är en svensk fotbollsspelare som spelar för Varbergs BoIS.

## Karriär

### Juniorkarriär
Liljenbäcks moderklubb är Kinna IF. Han har som junior även spelat för Skene IF och BK Häcken. Inför säsongen 2014 värvades Liljenbäck av Skene IF. Han gick kort därefter över till BK Häcken där han under 2014 var med och vann Gothia Cup samt SM-guld med U19- och U21-laget.

### Skene IF
Liljenbäck gjorde sin seniordebut för Skene IF som 15-åring den 23 juni 2010 i en 3–0-förlust mot IF Heimer i division 3 Mellersta Götaland, där han byttes in i den andra halvleken. Under säsongen 2011 spelade han 15 matcher för klubben i division 4.

### Kinna IF
Under säsongen 2012 spelade Liljenbäck 12 matcher samt gjorde ett mål för Kinna IF i division 3. Under säsongen 2013 spelade han 22 matcher och gjorde tre mål.

### Varbergs BoIS
I februari 2015 värvades Liljenbäck av Varbergs BoIS. Han spelade 19 matcher i Superettan 2015. I december 2015 förlängde Liljenbäck sitt kontrakt med klubben.

### Jönköpings Södra IF
I december 2017 värvades Liljenbäck av Jönköpings Södra IF, där han skrev på ett ettårskontrakt med option på ytterligare två år. Liljenbäck lämnade klubben efter en säsong.

### Återkomst i Varbergs BoIS
I juli 2019 återvände Liljenbäck till Varbergs BoIS.